# 指環 (江戸川乱歩)
『指環』（ゆびわ）は、1925年（大正14年）に発表された江戸川乱歩の短編小説。

## 概要
博文館の探偵小説雑誌『新青年』の1925年7月号に掲載され、『D坂の殺人事件』に始まる6ヶ月連続短編掲載の6作目（『白昼夢』と同時掲載）にあたる。雑誌掲載時は『小品二篇 その二 指環』のタイトルであり（その一が『白昼夢』である）、書籍刊行にあたって現在のものに改題された。
書籍刊行としては1926年1月の『創作探偵小説集第二巻「屋根裏の散歩者」』（春陽堂）が初。
1925年当時、専業作家になることを決めた江戸川乱歩は編集長・森下雨村の企画による『D坂の殺人事件』（1月号）に始まる『新青年』での6ヶ月連続短編掲載を受け持った。ところが、2作目『心理試験』（2月号）にして種切れで悩み、3作目『黒手組』（3月号）、5作目『幽霊』（5月号）は自ら愚作、駄作と呼ぶほどの出来で書く気力を失ってしまった。そこで1回休載を挟み、掌編2作の同時掲載として『白昼夢』と共に執筆されたのが本作である。
乱歩は、「『白昼夢』の方は大いに好評であったが、この『指環』は黙殺された。私のくせの変態心理的ものが出ていない作品はいつも評判が悪いのだが、ことにこれは単なるドンデン返し小説にすぎず、その手際もあまりうまくなかったのだから、黙殺されたのも当然であろう。」と解説している。

## あらすじ
以前同じ汽車で知り合ったAとBの会話劇。AとBが偶然汽車で再会した事から始まる。
以前乗り合わせた汽車の中で起きたダイヤの指環の盗難事件についての話題だ。Bが疑われ、車掌に徹底的に調べ上げられたにもかかわらず、指環は見つからなかった。その場に居合わせたAは、Bが取り調べ中に窓から投げ捨てた蜜柑が怪しいと睨み、横取りしようと蜜柑を拾いに行くが指環は蜜柑の中にはなかった。AはBにどこに隠したのかを問い詰めると、意外な回答が返ってきた。

## 収録
- 光文社文庫『江戸川乱歩全集第1巻 屋根裏の散歩者』（2004年）